# Cochrane Library
The Cochrane Library er en samling af databaser, om medicin og andre sygdomsspecialer,  som er udgivet af Cochrane Collaboration og andre organisationer. Hovedkernen er samlingen af Cochrane Reviews, som består af systematiske evalueringer og metaanalyser, som sammenfatter og fortolker resultater, som er fremkommet via medicinsk forskning. Formålet med Cochrane Library er at gøre resultaterne af kontrollerede og veludførte studier let tilgængelige. Databaserne udgør en central ressource for evidensbaseret medicin.